# Comuna Povci, Luhînî
Povci (în ucraineană Повчанська сільська рада) este o comună în raionul Luhînî, regiunea Jîtomîr, Ucraina, formată din satele Buda, Povci (reședința) și Rudnea-Povceanska.

## Demografie
Componența lingvistică a comunei Povci
     Ucraineană (99,41%)
     Alte limbi (0,59%)
Conform recensământului din 2001, majoritatea populației comunei Povci era vorbitoare de ucraineană (99,41%), existând în minoritate și vorbitori de alte limbi.